# Christina Lekka
Christina Lekka (Χριστίνα Λέκκα) (1972) è una modella greca incoronata Miss International 1994.
È stata la prima e l'unica, in tutto il ventesimo secolo, rappresentante della Grecia a vincere il titolo di Miss International, dopo essere stata in precedenza eletta anche Miss Grecia.